# Scopula sideraria
Scopula sideraria är en fjärilsart som beskrevs av Achille Guenée 1858. Scopula sideraria ingår i släktet Scopula och familjen mätare. Inga underarter finns listade.